# الإنهيار مع جونا وكميل
الانهيار مع جونا وكميل (بالإنجليزية: The Meltdown with Jonah and Kumail) برنامج عروض ستاند أب كوميدي أمريكي. يعرض على قناة كوميدي سنترال في الولايات المتحدة. يقدمهُ جونا راي وكميل نانجياني. عرضهُ موسمه الأول في 24 يوليو، 2014. في 17 فبراير، 2015، أعلنت قناة كوميدي سنترال تجديدها المسلسل لموسم ثاني. في 20 نوفمبر، 2015، جددت كوميدي سنترال المسلسل لموسم ثالث سيتكون من ثمان حلقات.

## الحلقات

### نظرة عامة
| الموسم | الموسم | عدد الحلقات | تاريخ البث الأصلي | تاريخ البث الأصلي |
| الموسم | الموسم | عدد الحلقات | أول عرض           | آخر عرض           |
| ------ | ------ | ----------- | ----------------- | ----------------- |
|        | 1      | 8           | 24 يوليو 2014     | 18 سبتمبر 2014    |
|        | 2      | 8           | 30 يونيو 2015     | 18 أغسطس 2015     |
|        | 3      | 8           | 27 سبتمبر 2016    | TBA               |

## وصلات خارجية
- الموقع الرسمي
- الإنهيار مع جونا وكميل على موقع IMDb (الإنجليزية)
- الإنهيار مع جونا وكميل على موقع كينوبويسك (الروسية)
- الإنهيار مع جونا وكميل على موقع قاعدة بيانات الفيلم (الإنجليزية)